# Vera Cruz (São Paulo)
Vera Cruz é um município brasileiro do estado de São Paulo. Localiza-se a uma latitude 22º13'11" sul e a uma longitude 49º49'10" oeste, estando a uma altitude de 628 metros. Sua população estimada em 2024 era de 10.294 habitantes. 
O renomado autor Benedito Ruy Barbosa cresceu na cidade, de onde tirou inspiração para muitas de suas novelas, que retratam a vida do caipira e dos imigrantes em meio aos cafezais. Algumas das novelas do autor são: Terra Nostra, Renascer, Paraíso, Cabocla, Os Imigrantes, Sinhá Moça, Esperança e O Rei do Gado, que conta a trajetória das famílias ítalo-brasileiras Mezenga e Berdinazzi, ambas erradicadas em Vera Cruz. 

## História
A data de fundação de Vera Cruz é 3 de outubro de 1928 (fundador: Pompeu de Souza Queiroz) e a emancipação política-administrativa ocorreu em 25 de janeiro de 1934, por Decreto-Lei do então Governador do Estado de São Paulo, Armando de Salles Oliveira.
O slogan do município é "Cidade Joia", assim designada pelo médico Cândido Alvim em 1937, no lançamento da pedra fundamental do hospital de Vera Cruz.

## Geografia
- Possui uma área de 247,854 km².

### Hidrografia
- Rio do Peixe
- Rio do Alegre
- Rio Tibiriçá
- Rio da Garça

### Rodovias
- SP-294

### Ferrovias
- Linha Tronco Oeste da antiga Companhia Paulista de Estradas de Ferro [8]

## Infraestrutura

### Comunicações
O sistema de telefones automáticos foi inaugurado na cidade em 1977 pela Telecomunicações de São Paulo (TELESP), que também implantou o sistema de discagem direta à distância (DDD) em 1978 com o código de área (0144). Anteriormente a cidade era atendida pela Companhia Telefônica Brasileira (CTB).
Na década de 90 o código DDD da cidade foi alterado para (014), para padronização do sistema telefônico com a telefonia celular que estava sendo implantada em todo o estado.

## Administração
- Prefeito: Rodolfo Silva Davoli (2024)
- Vice-prefeito: Gabriel Santana de Moraes (2024)
- Presidente da câmara: Lorival Ailton dos Santos

## Religião
O Cristianismo se faz presente na cidade da seguinte forma:

### Igreja Católica
A maioria de sua população é católica e a cidade tem como seu padroeiro o Sagrado Coração de Jesus. A igreja da cidade é considerada um santuário e atrai uma romaria anual durante o mês de setembro em devoção ao Sagrado Coração de Jesus. Faz parte da Diocese de Marília.
A igreja central foi construída pelo Monsenhor Florentino Santamaria, que chegando da Espanha, não poupou esforços para que toda a população se envolvesse no projeto de construir o Santuário. Projetada por ele mesmo tendo o projeto de adornos sido feito pelo arquiteto Benedito Calixto de Jesus Neto, que além de outras igrejas pelo Brasil também projetou a nova Basílica de Nossa Senhora Aparecida.

#### Corpus Christi
A cidade é conhecida pela tradição na montagem de tapetes de terra e serragem colorida, para o feriado de Corpus Christi. Desde 1937, a paróquia Sagrado Coração de Jesus organiza a decoração que cobre as ruas do centro da cidade, sendo um dos maiores do gênero no país com mais de 800 metros de percurso e chegando a 12 metros de largura em alguns trechos.

### Igrejas Evangélicas
- Assembleia de Deus Ministério do Belém.[18][19]
- Congregação Cristã no Brasil.[20]